# Mel Hein
Melvin Jack Hein (Redding, California, 22 de agosto de 1909 – San Clemente, California, 31 de enero de 1992), más conocido como Mel Hein, fue un jugador profesional estadounidense de fútbol americano que se desempeñó en la posición de center y linebacker en la National Football League (NFL). Es miembro del Salón de la Fama del Fútbol Americano Profesional.

## Carrera
Hein, jugó como profesional quince temporadas en New York Giants (1931-1945), equipo en el que se retiró.

## Reconocimiento
El 7 de septiembre de 1963 fue seleccionado para ser miembro del Salón de la Fama del Fútbol Americano Profesional.